# Oda von Stade

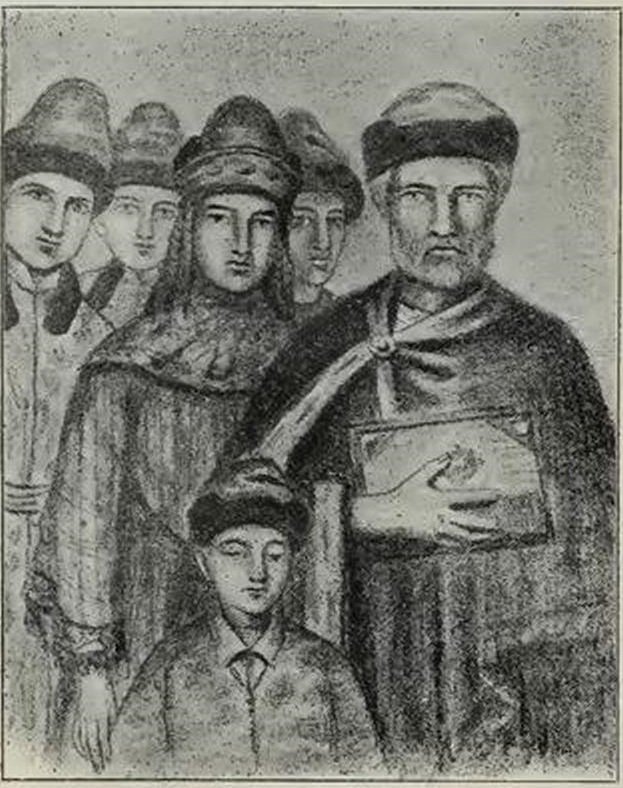
Oda von Stade (Mitte) mit ihrem Ehemann und Sohn auf einer Zeichnung aus der Schriftenreihe Istorija Ukraïny-Rusy von Mychajlo Hruschewskyj

Oda von Stade (russisch Ода Штаденская, ukrainisch Ода Штаденська, * vor 1070; † nach 1076, auch bekannt als Oda von Elsdorf) war eine deutsche Adlige und vermutlich eine Ehefrau des Großfürsten der Kiewer Rus Swjatoslaw II.

## Biografie
Ihre Eltern waren Graf Lippold von Stade und Ida von Elsdorf. Lippold war der Sohn von Herrin Glismodis, der Schwester des Paderborner Bischofs Meinwerk. Ida war von schwäbischem Adel und eine Nichte Kaiser Heinrichs III. und auch eine Nichte Papst Leos IX.
Über Odas Ehe berichtet Albert von Stade in den Annales Stadenses. Laut ihm war Oda zunächst eine Nonne in Rinteln (Grafschaft Schaumburg), wobei es sich laut Hedwig Röckelein eigentlich um das Kloster Ringelheim handelte. Nachdem sie zunächst dem Kloster zur Ausbildung übergeben worden war, wurde sie für die Abgabe des Dorfes Stedetorp bei Heeslingen aus dem Kloster freigekauft und von Ida einem „König von Russland“ (Rex Russiae), dessen Name nicht direkt erwähnt wird, in die Ehe gegeben. Dieser Ehe sei der Sohn namens „Warteslav“ entsprossen.
Laut Albert von Stade soll Oda nach dem Tode ihres Ehemanns eine große Summe Geld an dazu geeigneten Orten vergraben haben und anschließend mit ihrem Sohn und einem Teil des Geldes nach Sachsen zurückgekehrt sein. Die Arbeiter soll sie töten haben lassen, damit sie nichts verraten konnten. In zweiter Ehe soll sie eine Tochter namens „Aliarina“ geboren haben, die spätere Mutter des Grafen Burchard I. von Loccum. „Warteslav“ soll nach „Russland“ zurückgekehrt sein und das Land regiert haben. Das Geld, das seine Mutter für ihn verborgen hatte, soll er wiedererlangt haben.

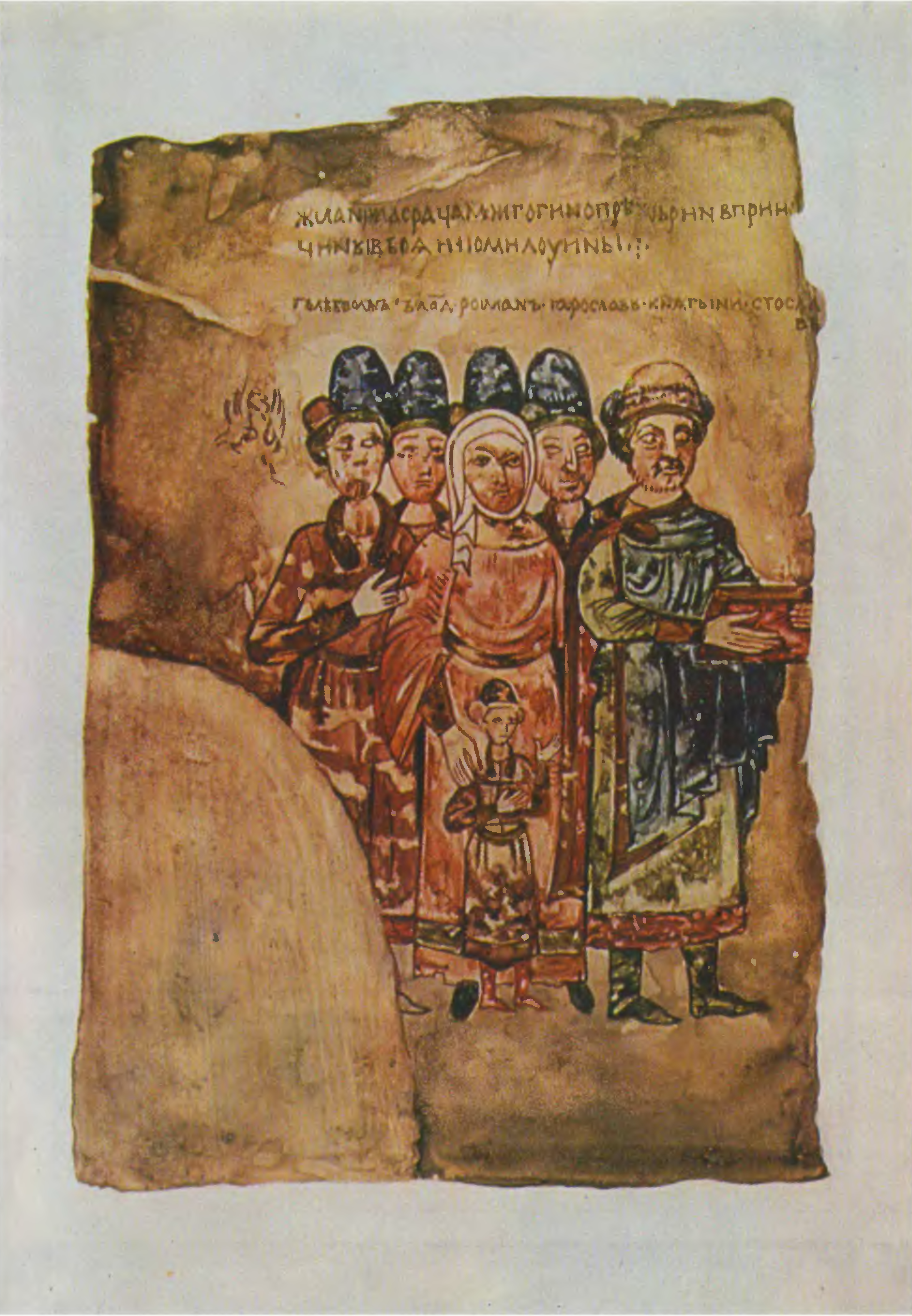
Abbildung der Familie Swjatoslaws II. im Isbornik Swjatoslawa. In der altkyrillischen Aufschrift wird die Frau als „Кнѧгыни“ (Fürstin) bezeichnet.

Laut neuerer Forschung kehrte Oda, die Swjatoslaw II., einen Sohn des Großfürsten Jaroslaws des Weisen, im Jahr 1070 heiratete, nach dem Tod ihres Ehemanns 1075/76 mit ihrem unmündigen Sohn Jaroslaw Swjatoslawitsch an die Elbe zurück, da die Brüder des Verstorbenen dem erbberechtigten Neffen die Herrschaft streitig machten. Die reichen Schätze an Gold, Silber und kostbaren Gewändern, die die Witwe Oda und deren Halbbruder Burchard mitbrachten, versetzten die westlichen Geschichtsschreiber Lampert von Hersfeld und Albert von Stade in Staunen. Oda heiratete in Sachsen erneut und gebar eine Tochter namens Akarina. Der bei Albert von Stade genannte Sohn „Warteslav“ ist vermutlich Jaroslaw.

## Identifizierung Odas Ehemanns
Zu den Ehebeziehungen der Söhne Jaroslaws sind die Quellen widersprüchlich. In Gottlieb Samuel Treuers 1733 erschienener genealogischen Untersuchung, die eher zu den politischen Gelegenheitsschriften zu rechnen ist, geht er den Nachrichten deutscher Chroniken nach, die von der Verbindung einer „deutschen Fürstin“ mit einem „Fürsten der Russen“ im Zusammenhang mit der Gesandtschaft des Trierer Propstes Burchard in die Kiewer Rus um das Jahr 1075 berichten. Er kam im Auftrag Heinrichs IV. und des nach Polen exilierten Isjaslaw I. als Botschafter zum regierenden Großfürsten. Treuer identifiziert diese Verbindung als Ehe zwischen Oda von Elsdorf, der Enkelin der deutschen Kaiserin Gisela von Schwaben, mit Wsewolod I., dem Sohn Jaroslaws des Weisen.
Laut dem Buch Généalogies et mariages occidentaux des Rurikides russes du Xe au XIIIe siècle (1927) vom Historiker Nicolas Baumgarten war Oda von Stade mit Jaroslaws Sohn Wladimir von Nowgorod verheiratet und Swjatoslaw II. mit einer Frau namens Kilikia. Laut dem Buch Verwandtschaftliche Beziehungen des sächsischen Adels zum russischen Fürstenhause im XI. Jahrhundert (1931) von der Historikerin Raissa Bloch war Kilikia Swjatoslaws erste Ehefrau.